# Carl Kircheiß

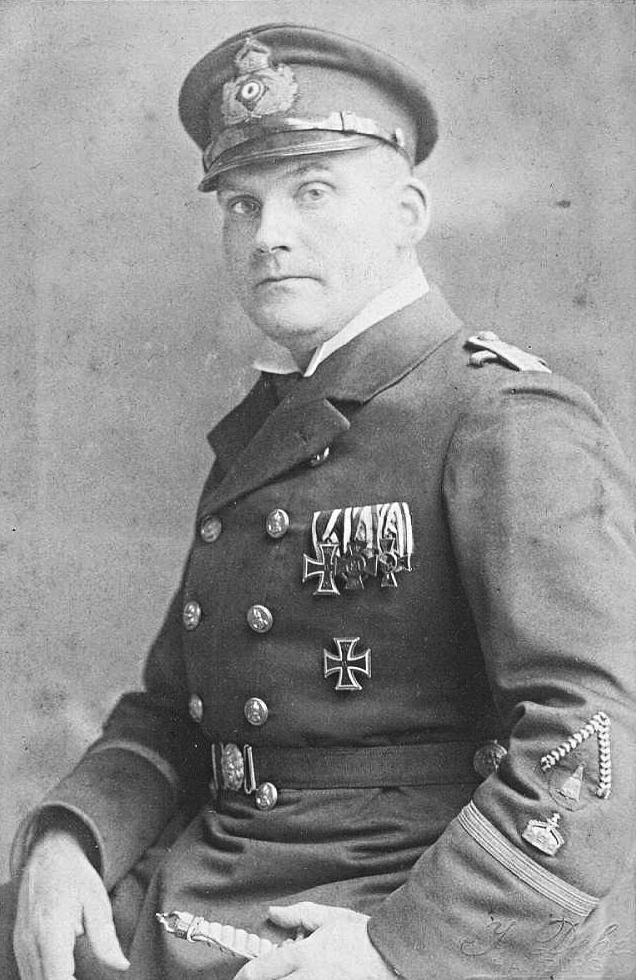
Carl Kircheiß (1920)

Carl Kircheiß, auch Kircheiss, (* 17. Juli 1887 in Harburg (Elbe); † 6. Dezember 1953 in Hamburg-Othmarschen) war ein deutscher Kapitän, Weltumsegler, Walfänger und Polarforscher.

## Leben
Carl Kircheiß wurde als Sohn eines Gastwirts und Hoteliers im damals noch eigenständigen Harburg (Elbe) als fünftes von sechs Kindern geboren. In seiner Jugend zog die Familie mehrfach um: 1890 verkaufte der Vater den Gasthof „Zum Schwarzen Roß“ in Harburg und erwarb dafür ein Hotel in Hausbruch an der Cuxhavener Straße. Die Grundschule besuchte Kircheiß von dort aus im Dorf Neugraben, das etwa eine Stunde entfernt lag. Einige Jahre später verkaufte der Vater das Hotel wieder und pachtete die Restauration im Unterelbe-Bahnhof in Harburg, später (1897) ergänzend die Sennhütte auf der Nordseite der Harburger Berge in Hausbruch. So war es den Kindern möglich, das Gymnasium Erste Bürgerschule zu besuchen. Mit 14 Jahren beendete er diese und ging im Sommer 1901 zunächst als Schiffsjunge an Bord der Hamburger Bark Nürnberg, wo er bis 1904 zum Matrosen ausgebildet wurde. Nach einer Fahrt, die von Hamburg über Montevideo und Buenos Aires nach Riga führte, wurde er im Sommer 1902 zum Leichtmatrosen befördert. Von Riga segelte die Nürnberg mit einer Ladung Holz aus Hudiksvall nach Melbourne, mit Ballast weiter nach Newcastle und von dort mit Kohle nach Südamerika.
In den Folgejahren fuhr er zur See, unter anderem war er im Juli 1907 mit der Eisenrumpfbark Fürst Bismarck bei Kap Hoorn. 1908 legte er nach dem Besuch der Navigationsschule das Patent zum Seesteuermann ab, und zum Jahresende fuhr er bereits als Dritter Offizier auf dem Vollschiff Maipo durch die Le-Maire-Straße nahe Kap Hoorn. 1912 folgte das Kapitänspatent. Damit war der 25-jährige einer der jüngsten Kapitäne in Deutschland. In der Folgezeit fuhr Kircheiß für die Hamburg Südamerikanische Dampfschifffahrts-Gesellschaft (HSDG) als Offizier im Küstendienst vor Argentinien und wurde parallel zum Leutnant der Reserve der Kaiserlichen Marine ausgebildet. Anfang Juli 1914 erlebte er als Zweiter Offizier auf dem Dampfschiff Mendoza der Hamburg-Süd Schiffbruch nahe Kap Punta Mogotes, danach wurde er Ende Juli, unmittelbar vor Ausbruch des Ersten Weltkriegs, auf einen anderen Dampfer der Reederei versetzt.
Mit Kriegsausbruch entstand der Entschluss, nach Deutschland zurückzukehren und als Soldat zu dienen. Am 2. August 1914 reiste Kircheiß mit weiteren Reserveoffizieren aus Buenos Aires auf dem italienischen Dampfer Tomaso di Savoia mit falschen Papieren aus und gelangte über Italien nach Deutschland. Dort übernahm er am 30. August 1914 in Wilhelmshaven das Kommando eines kleinen Vorpostenbootes der Nordseevorpostenflottille.

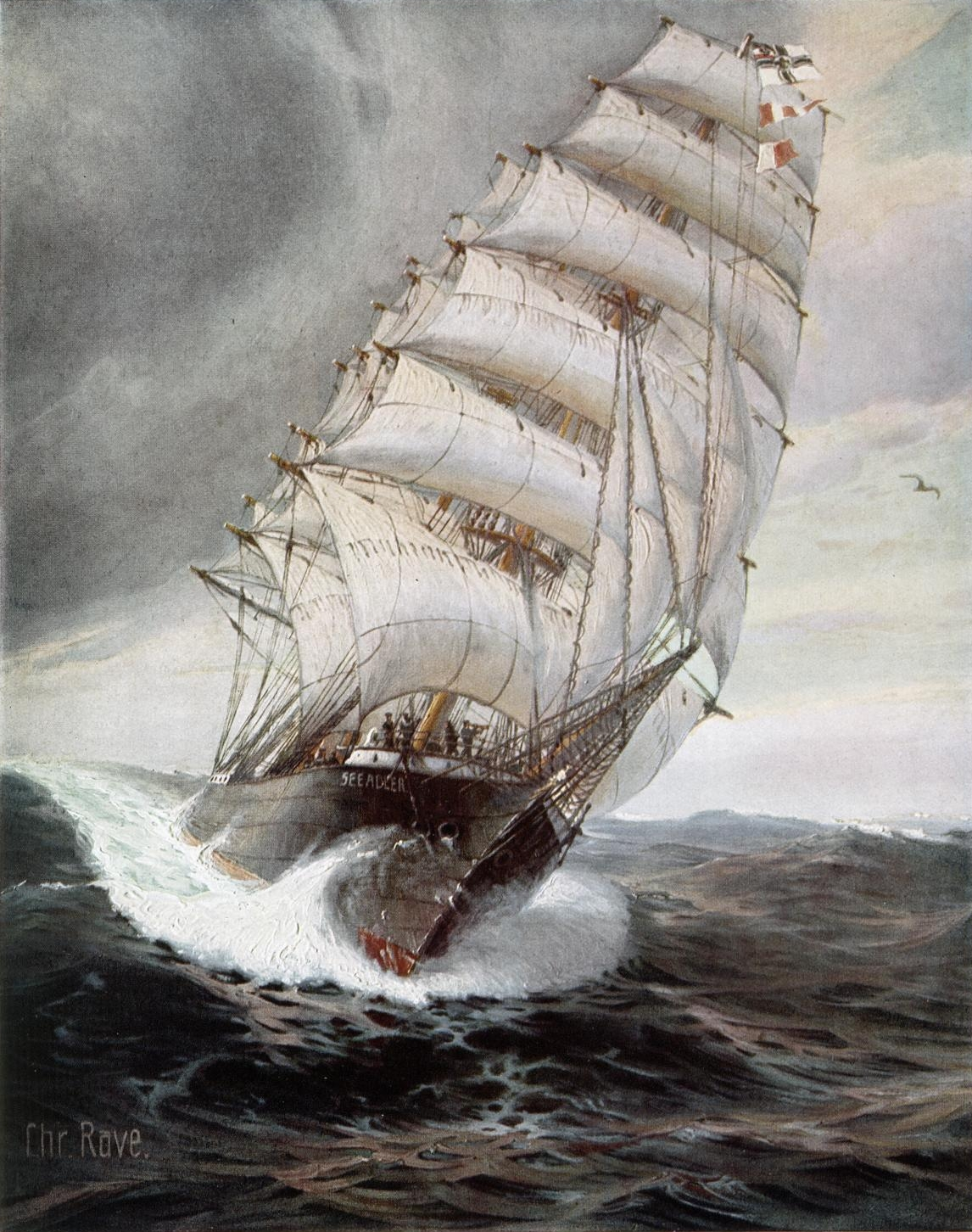
Seeadler von Christopher Rave (Reproduktion)

Kapitänleutnant Felix Graf von Luckner wählte ihn als Artillerie- und Navigationsoffizier für seinen Hilfskreuzer Seeadler aus. Von Dezember 1916 an war er Leutnant zur See. Nach dem Schiffbruch am 2. August 1917 auf einem Riff vor der südpazifischen Insel Mopelia (Gesellschaftsinseln) segelte er mit Luckner und vier weiteren Seeleuten rund 2.300 sm in einem offenen Boot von sechs Metern Länge durch den Pazifik (Stationen: Atiu, Aitutaki und Gefangennahme auf Wakaya). Er wurde auf der Insel Motuihe im neuseeländischen Hauraki Gulf interniert. Aus der Internierung gelang es Luckner und Kircheiß, am 13. Dezember 1917 mit dem gekaperten Motorboot Pearl des Inselkommandanten zu fliehen. Sie enterten den Schoner Moa, wurden jedoch kurz darauf erneut durch den Dampfer Iris bei der Macauleyinsel gefangen genommen. Es folgte der Rücktransport nach Motuihe und die erneute Internierung. 1919 wurde Kircheiß aus der Gefangenschaft entlassen und kehrte mit der Willochra nach Deutschland zurück. Später war er einer der drei Ghostwriter von Luckners Veröffentlichung Seeteufel.
Nach dem Krieg gründete er mit einem Teilhaber aus Bremen einen Tabakgroßhandel. Im Rahmen einer Kur in Bad Wildungen, um seine Kriegsverletzungen zu kurieren, wurde er als Vortragsredner entdeckt. Zahlreiche Vorträge in ganz Deutschland, die für die Verständigung zwischen den ehemaligen Kriegsparteien und die Wiederbelebung der deutschen Seeschifffahrt warben, folgten. Dabei entstand die Idee, die Vorträge weltweit zu halten.

## Die Weltumsegelung mit dem KutterHamburg
Reisemittel sollte ein Segelschiff sein, die sportliche Herausforderung war es, alle Seegebiete jeweils im Winter zu durchfahren. Am 30. März 1925 kaufte Kircheiß den in Cuxhaven beheimateten Spitzgattfischkutter Holstentor H. H. 177 vom Hamburger Reeder Cordes & Peters für 25.000 Mark. Im zweiten Quartal 1925 wurde er auf der Werft von Fritz Frank am Reiherstieg unter der Leitung von Dipl.-Ing. Pichon umgebaut. Das Schiff wurde im Juni in Hamburg umbenannt, und es folgte eine Probefahrt in der Ostsee. Nach einigen Modifikationen am Schiff und abschließenden Reisevorbereitungen begann die Weltumsegelung am 2. Januar 1926. Als er am 29. Dezember 1927 von seiner Weltumsegelung als erster Deutscher unter großem deutschlandweiten Medienecho wieder in den Hamburger Hafen einlief, wurde Kircheiß bekannt.

### Der KutterHamburg
Das Schiff wurde 1921 von Max Oertz als Fischerboot mit einem Spitzgatt konstruiert und auf der eigenen Werft am Reiherstieg in Hamburg gebaut. Es war 22 m lang, 6,4 m breit und hatte einen Tiefgang von 2,8 m. Das 48-Tonnen-Schiff hatte einen 50 PS Rohölmotor der Hanseatischen Motorengesellschaft und einen 5 PS Rohölmotor für elektrisches Licht und die Pumpen; der Kutter war als Ketsch geriggt. Die Mannschaft bestand aus Kapitän Kircheiß und dem Steuermann Fritz Kunert, den zwei Matrosen Spengemann und Knoke sowie dem Smut Emil Niemann. In den 1930er Jahren stand das Boot dem Deutschen Hochseesportverband HANSA zur Segelausbildung im Rahmen der Organisation Kraft durch Freude zur Verfügung.

### Stationen der Weltumsegelung
2. Januar 1926 Abfahrt aus Hamburg
3. bis 10. Januar 1926 Cuxhaven
22. Januar bis 3. Februar 1926 Vigo
7. bis 15. Februar 1926 Lissabon
19. Februar 1926 Gibraltar
22. bis 27. Februar 1926 Málaga
18. März Ischia, für einige Wochen Reparaturen, anschließend Neapel bis 28. April 1926
2. bis 3. Mai 1926 Messina
15. bis 25. Mai 1926 Alexandria
28. bis 30. Mai 1926 Port Said
19. bis 22. Juni 1926 Aden
12. bis 21. Juli 1926 Colombo
29. Juli bis 2. August 1926 Sabang auf Sumatra
6. bis 16. August 1926 Belawan
23. bis 30. August 1926 Singapur
6. bis 18. September 1926 Tanjung Priok
21. bis 27. September 1926 Semarang
1. bis 17. Oktober 1926 Surabaya, Reparaturen
18. bis 23. Oktober 1926 Boeleleng auf Bali
27. Oktober bis 4. November 1926 Makassar
21. bis 28. November 1926 Manila
18. Dezember 1926 bis 6. Januar 1927 Kōbe
19. bis 31. Januar 1927 Shanghai
25. März bis 9. April 1927 Honolulu
8. Mai bis 1. Juni 1927 San Francisco, trifft dort am 11. Mai 1927 und in den Folgetagen Graf von Luckner
7. bis 20. Juni 1927 San Pedro (Los Angeles)
3. bis 18. Juli 1927 Manzanillo, 13. Juli 1927 in Mexiko-Stadt
21. bis 23. Juli 1927 Acapulco
7. bis 10. August 1927 Puntarenas, Costa Rica
13. bis 15. August 1927 Balboa (Panama)
17. bis 18. August 1927 Colón (Stadt, Panama)
31. August bis 10. September 1927 Havanna
12. bis 19. September 1927 Miami
1. bis 19. Oktober 1927 Philadelphia
22. Oktober bis 16. November 1927 New York
25. bis 29. Dezember 1927 Cuxhaven
Rückkehr am 29. Dezember 1927 nach rund 34.000 sm

## Nach der Weltumsegelung
Kircheiß nutzte seine Bekanntheit und unternahm weitere Vortragsreisen durch Deutschland, in denen er sich zunehmend für einen eigenen deutschen Walfang einsetzte. 1930 fuhr er als Passagier mit dem norwegischen Walfänger Leiesten in die Antarktis und das südliche Eismeer, um Wissen über die Durchführung des Walfangs zu erlangen. Nach der Fangsaison fuhr er im Frühjahr 1931 über Argentinien an die südamerikanische Westküste. Die Monate um den Jahreswechsel verbrachte er in Panama und reiste dann rechtzeitig zum Sommer auf der Nordhalbkugel nordwärts, um den Wal- und Lachsfang in Alaska und der Beringstraße zu studieren. Ende 1932 kam Kircheiß nach Hamburg zurück.

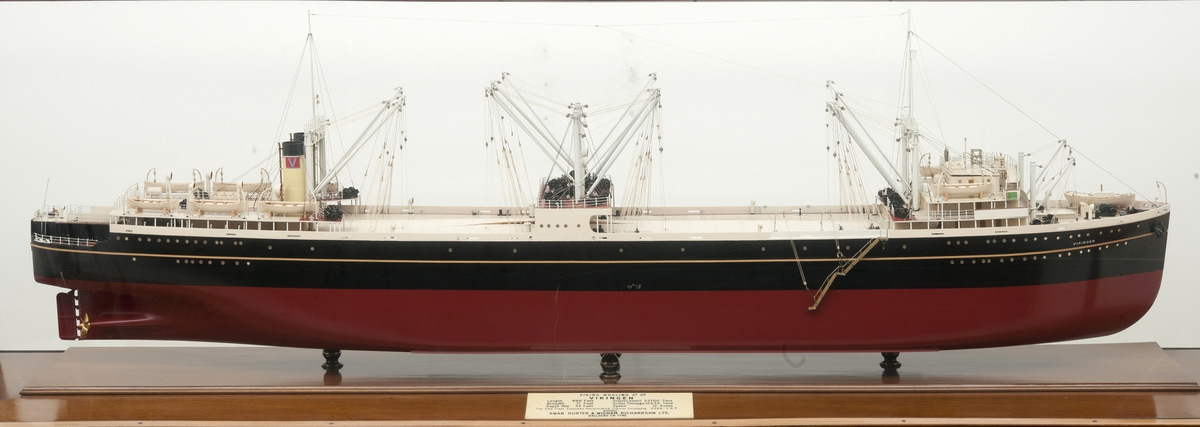
Walfangschiff Wikinger (Modell)

Am 25. März 1935 wurde die Erste Deutsche Walfang-Gesellschaft m.b.H. in Bremerhaven gegründet, in der Kircheiß als technischer und nautischer Leiter arbeitete. Ab 1935 konnte durch Industriepartnerschaften – hauptsächlich der Henkel & Cie. und der deutschen Margarineindustrie – eine Fangflotte in mehreren Unternehmen (u. a. auch Walter Rau Walfang AG und die Deutsche Walfang-Gesellschaft Hamburg) aufgebaut werden, die bereits 1936 rund 35.000 t Tran und 1.000 t Walmehl erzielte. Im Frühjahr 1939 übernahm Kircheiß für 90 Tage das Kommando auf dem Walfänger Wikinger mit 13 Fangbooten.
Mit Beginn des Zweiten Weltkriegs 1939 erhielt er zunächst das Kommando über das zum Minenleger umgebaute Seebäderschiff Kaiser, dann über eine U-Boot-Falle. Als diese torpediert wurde, erlitt er schwere Verletzungen. Nach seiner teilweisen Genesung war er Ausbilder bei der Marine in Hamburg, später leitete er ein Wehrbezirkskommando in Westfalen.
Die Schiffe der Walfangreedereien waren bei Kriegsbeginn in den Dienst der Kriegsmarine überstellt worden und wurden zum Teil im Krieg zerstört. Die nicht zerstörten Schiffe gingen als Reparationsleistung an die Siegermächte des Krieges.
Nach dem Krieg wollte Kircheiß wieder ein eigenes Schiff kaufen und arbeitete darauf hin. 1949 erwarb er ein elf Meter langes Magnetboot der Marine, takelte es zum Hochsee-Segler um, und nannte es Wal hooo. Im Herbst 1951 segelte er in 62 Tagen einhand 3060 sm zu den Azoren, geriet in einen Orkan, und musste seine geplante Atlantiküberquerung dort abbrechen. Die Erlebnisse wurden als Spannende Geschichten, Heft Nr. 17, vom C. Bertelsmann Verlag veröffentlicht.

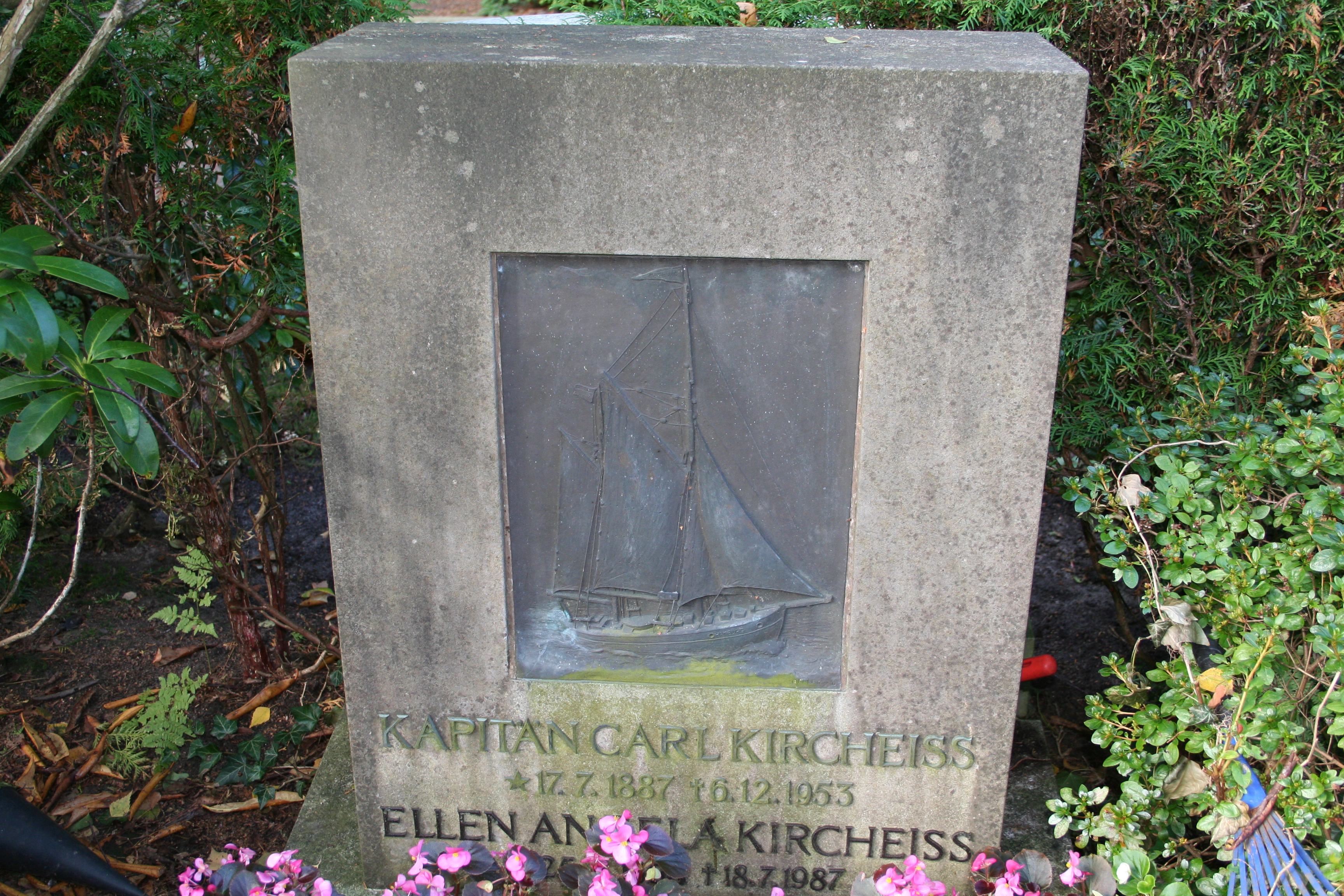
Grab Carl Kircheiss mit einem Relief des Bildhauers Emmerich Oehler (1881–1982), das seinen Kutter Hamburg zeigt.

Carl Kircheiß starb durch einen Verkehrsunfall: Er wurde beim Queren der Hamburger Elbchaussee von einem Personenkraftwagen angefahren. Sein Grab befindet sich auf dem Nienstedtener Friedhof. Er hinterließ seine Ehefrau Ellen Angela, einen Sohn und eine Tochter.

## Auszeichnungen
- Eisernes Kreuz (1914) II. und I. Klasse
- Goldene Plakette des Hamburgischen Vereins Seefahrt

## Namensstiftungen
- Die postum von der Nautischen Kameradschaft Hansea von 1896, Hamburg, gegründete Carl-Kircheiß-Stiftung sorgt seit 1958 für bedürftige Seeleute.
- Die HADAG Seetouristik und Fährdienst AG, Betreiberin der Hamburger Elbfähren, taufte 1969 einen rund 30 m langen Schiffsneubau im Fährdienst nach Kircheiß, der bis 1979 diesen Namen trug.[9] Des Weiteren trug ein bis Ende 2017 in Brunsbüttel stationiertes Lotsenversetzboot der Lotsenbrüderschaft Elbe seinen Namen.[10]
- Von 1933 bis 1948 war in Hamburg-Harburg der Kanalplatz als Kapitän-Kircheiß-Platz benannt.[11][12]

## Schriften
- Meine Weltumsegelung mit dem Fischkutter Hamburg, Kribe, Berlin 1928
- Polarkreis Süd - Polarkreis Nord: Als Walfisch- und Seelenfänger rund um die beiden Amerika, K. F. Koehler GmbH, Leipzig 1933
- Sturmfibel für Segler, Hamburg 1935
- Wal hooo! Weltreisen mit Harpunen, Angelhaken und Netzen, Wilkens, Rendsburg 1950
- Allein über den Atlantik, Bertelsmann, Gütersloh 1952
- Wasser, Wind und weite Welt: Als Schiffsjunge um die Erde, Bertelsmann, Gütersloh 1953